# Eupelops minutus
Eupelops minutus är en kvalsterart som beskrevs av Grobler 1989. Eupelops minutus ingår i släktet Eupelops och familjen Phenopelopidae. Inga underarter finns listade i Catalogue of Life.